# Puerto Purvis
Puerto Purvis (en inglés: Port Purvis) es una amplia entrada de mar ubicada en la costa noreste de la isla Gran Malvina, en las islas Malvinas, al sur del seno de Borbón. Las Seis Colinas, la desembocadura del río Warrah y la isla del Este se hallan en las cercanías. La entrada de agua se conecta al mar mediante un pequeño estrecho denominado en inglés Purvis Narrows.